# 日進市立日進西中学校
日進市立日進西中学校（にっしんしりつにっしんにしちゅうがっこう）は、愛知県日進市にある公立中学校。3学期制多種多様な部活動がある

## 概要
北棟・中棟・南棟・武道場・体育館・運動場から成っている。北棟・中棟・南棟には全て渡り廊下が通っている。

## 沿革
昭和・昭和53年4月3日 日進中学校より分離独立・昭和53年9月 プール竣工・昭和54年3月 体育館竣工・昭和58年3月 武道場竣工
平成・平成4年4月 校舎増築
・平成7年3月 テニスコート改修
・平成8年3月 運動場改修
・平成16年3月 校舎増築
・平成17年2月 プール改修
・平成18年8月 2棟校舎耐震工事
・平成18年3月 3棟教室改修
・平成20年3月 1棟教室改修
・平成21年3月 体育館外壁・玄関改修
・平成21年3月 自転車置き場増設
令和・令和4年9月 自動販売機設置

## 生徒会活動・部活動など

### 運動部
- バレーボール部(男子、女子)
- バスケットボール部(男子、女子)
- 卓球部(男子、女子)
- サッカー部
- 水泳部
- 陸上部
- 剣道部(男子、女子)
- ソフトテニス部(男子、女子)

### 文化部
- 美術部
- 吹奏楽部
- 放送部
- パソコン部

## 通学区域
日進市立赤池小学校区・日進市立西小学校区・日進市立香久山小学校区の一部

## 進学前小学校
- 日進市立西小学校
- 日進市立香久山小学校（岩崎台を除く）
- 日進市立赤池小学校

## 著名な出身者
- 石田彰（声優）
- 佐井祐里奈（フリーアナウンサー、元宮崎放送アナウンサー）
- 鈴木サチ（ファッションモデル）

## 交通
- 名鉄豊田線・名古屋市営地下鉄鶴舞線 赤池駅から徒歩13分